# 베스트셀러 (2010년 영화)
"베스트셀러"는 2010년에 개봉한 대한민국의 영화이다.

## 캐스팅
- 엄정화 : 백희수 역
- 류승룡 : 박영준 역
- 이도경 : 찬식 부 역
- 조진웅 : 찬식 역
- 이성민 : 편집장 역
- 김화영 : 송 원장 역
- 박사랑 : 연희 역
- 최무성 : 중년 1 역
- 여무영 : 의사 역
- 장대웅 : 때국물 아이 역

## 수상
- 2010년 제14회 부천국제판타스틱영화제
  - 유럽 판타스틱 영화제 연합 아시아 영화상 - 이정호
- 2010년 제18회 춘사영화상
  - 여우주연상 - 엄정화
  - 신인남우상 - 조진웅
  - 미술상 - 장석진, 양홍삼